# Wabaunsee County
Wabaunsee County je okres ve státě Kansas v USA. K roku 2010 zde žilo 7 053 obyvatel. Správním městem okresu je Alma. Celková rozloha okresu činí 2 071 km².